# 多治比広足
多治比 広足（たじひ の ひろたり）は、奈良時代の公卿。左大臣・多治比嶋の六男。官位は従三位・中納言。

## 経歴
霊亀2年（716年）従五位下に叙爵。養老5年（721年）従五位上・造宮大輔、神亀3年（726年）に正五位下に叙任される。その後、天平5年（733年）上総守、天平10年（738年）武蔵守と地方官を歴任する。
天平11年（739年）兄の中納言・広成が没すると広足が一族の長となり、天平12年（740年）正五位上、天平15年（743年）従四位下、天平19年（747年）従四位上と、橘諸兄政権下で順調に昇進し、天平20年（748年）正四位下・参議に叙任され公卿に列した。またこの間、刑部卿・兵部卿などを務めている。
天平勝宝元年（749年）孝謙天皇の即位に伴って正四位上・中納言に、翌天平勝宝2年（750年）従三位に昇叙される。天平勝宝年間末には左大臣・藤原豊成と紫微内相・藤原仲麻呂に次いで、太政官の第三位の席次に昇る。しかし、天平宝字元年（757年）に発生した橘奈良麻呂の乱では、一族から多治比犢養・礼万呂・鷹主と複数の処罰者を出したことを咎められ、公卿として相応しくないとして中納言の任を解かれた。以降は出仕せず邸宅に籠もったという。
天平宝字4年（760年）正月21日薨去。享年80。最終官位は散位従三位。

## 官歴
注記のないものは『続日本紀』による。
- 霊亀2年（716年） 正月5日：従五位下
- 養老5年（721年） 正月：従五位上[3]。9月：造宮大輔[3]
- 神亀3年（726年） 正月21日：正五位下
- 天平5年（733年） 10月3日：上総守
- 天平10年（738年） 8月10日：武蔵守
- 天平12年（740年） 正月13日：正五位上
- 天平15年（743年） 5月5日：従四位下
- 天平18年（746年） 4月11日：刑部卿
- 天平19年（747年） 正月20日：従四位上。11月4日：兵部卿
- 天平20年（748年） 2月19日：正四位下。3月22日：参議[3]
- 天平勝宝元年（749年） 7月2日：正四位上・中納言
- 天平勝宝2年（750年） 正月16日：従三位
- 天平宝字元年（757年） 8月4日：中納言辞任